# Weltmeisterschaften im Modernen Fünfkampf 2017
Die Weltmeisterschaften im Modernen Fünfkampf 2017 fanden bei den Herren und den Damen vom 21. bis 29. August 2017 im Pegasus Sports Club in Kairo, Ägypten, statt. Erstmals war ein afrikanisches Land Ausrichter der Weltmeisterschaften. Insgesamt qualifizierten sich 169 Fünfkämpfer für die Wettkämpfe.

## Herren

### Einzel
| Platz | Land     | Sportler          |
| ----- | -------- | ----------------- |
| 1     | Südkorea | Jung Jin-hwa      |
| 2     | Ungarn   | Róbert Kasza      |
| 3     | Litauen  | Justinas Kinderis |

### Mannschaft
| Platz | Land     | Sportler                                                |
| ----- | -------- | ------------------------------------------------------- |
| 1     | Ägypten  | Ahmed Hamed Yasser Hefny Eslam Hamad                    |
| 2     | Polen    | Sebastian Stasiak Jarosław Świderski Szymon Staśkiewicz |
| 3     | Südkorea | Jung Jin-hwa Jun Woong-tae Hwang Woo-jin                |

### Staffel
| Platz | Land        | Sportler                            |
| ----- | ----------- | ----------------------------------- |
| 1     | Südkorea    | Jun Woong-tae Hwang Woo-jin         |
| 2     | Deutschland | Christian Zillekens Alexander Nobis |
| 3     | Belarus     | Ilja Palaskou Pavel Tsikhanau       |

## Mixed
| Platz | Land        | Sportler                        |
| ----- | ----------- | ------------------------------- |
| 1     | Deutschland | Alexander Nobis Ronja Steinborn |
| 2     | Ägypten     | Haydy Morsy Eslam Hamad         |
| 3     | Frankreich  | Valentin Belaud Julie Belhamri  |

## Damen

### Einzel
| Platz | Land     | Sportlerin           |
| ----- | -------- | -------------------- |
| 1     | Russland | Gulnas Gubaidullina  |
| 2     | Ungarn   | Zsófia Földházi      |
| 3     | Belarus  | Nastassja Prakapenka |

### Mannschaft
| Platz | Land        | Sportlerinnen                                      |
| ----- | ----------- | -------------------------------------------------- |
| 1     | Ungarn      | Sarolta Kovács Zsófia Földházi Tamara Alekszejev   |
| 2     | Russland    | Hanna Burjak Gulnas Gubaidullina Uljana Bataschowa |
| 3     | Deutschland | Alexandra Bettinelli Lena Schöneborn Annika Schleu |

### Staffel
| Platz | Land        | Sportlerinnen                 |
| ----- | ----------- | ----------------------------- |
| 1     | Deutschland | Annika Schleu Lena Schöneborn |
| 2     | Ägypten     | Mariam Amer Sondos Aboubakr   |
| 3     | Japan       | Rena Shimazu Shino Yamanaka   |

## Medaillenspiegel
| Platz | Land        | Goldmedaille | Silbermedaille | Bronzemedaille |
| 1     | Deutschland | 2            | 1              | 1              |
| 2     | Südkorea    | 2            | –              | 1              |
| 3     | Ägypten     | 1            | 2              | –              |
| 3     | Ungarn      | 1            | 2              | –              |
| 5     | Russland    | 1            | 1              | –              |
| 6     | Polen       | –            | 1              | –              |
| 7     | Belarus     | –            | –              | 2              |
| 8     | Frankreich  | –            | –              | 1              |
| 8     | Japan       | –            | –              | 1              |
| 8     | Litauen     | –            | –              | 1              |